# Tholopora novaki
Tholopora novaki är en mossdjursart som först beskrevs av Gregory 1909.  Tholopora novaki ingår i släktet Tholopora, ordningen Cyclostomatida, klassen Stenolaemata, fylumet mossdjur och riket djur. Inga underarter finns listade i Catalogue of Life.